# Фундація DEJURE
Фундація DEJURE (читається де-юре; акронім від слів ДЕмократія/Юстиція/РЕформи) — український аналітично-адвокаційний центр, створений у 2016 році з метою розвитку верховенства права та впровадження в Україні реформ у сфері правосуддя.

## Історія

### Походження назви
У назві організації — перші літери слів DEMOCRACY, JUSTICE, REFORMS, з яких складається поняття DE JURE (лат. згідно з правом), що відображає філософію організації: справжня демократія можлива тільки з дієвим правосуддям, шлях до якого лежить через структурні реформи.

## Діяльність
Організація веде свою діяльність у наступних напрямках:
- забезпечення доброчесності суддівського корпусу
- правосуддя, дружнє до дітей
- правосуддя для бізнесу

### Забезпечення доброчесності суддівського корпусу
Організація працює над оновленням суддівського корпусу шляхом звільнення недоброчесних і некомпетентних суддів та наповненням судової системи якісно новими суддями. Для забезпечення якості процесів очищення й оновлення судової влади організація адвокатує залучення до них громадськості та незалежних міжнародних експертів.
Ключовий експерт напрямку – Михайло Жернаков. 

### Правосуддя, дружнє до дітей
Організація працює над узгодженням законодавства України з вимогами Конвенції про права дитини та іншими міжнародними стандартами щодо прав дитини. Також поширює програми відновного правосуддя, та раннього виведення дітей з кримінального процесу. Організація долучилась до запуску пілотного проєкту Програми відновлення неповнолітніх, що підозрюються у вчиненні злочину, який діє в Україні з 21 січня 2019 року.
Ключова експертка напрямку – Ірина Шиба.

### Правосуддя для бізнесу
Організація працює над розвитком третейських судів, зокрема над змінами до законодавства, які підвищать їх якість і стимулюватимуть вирішення спорів у них.
Також працює над впровадженням процедури вирішення значних господарських спорів змішаним складом суду, до якого, крім судді, входять присяжні-арбітри, делеговані бізнес-організаціями. 
Ключовий експерт напрямку – Тарас Шепель.

## Внески організації

### Внесок організації в судову реформу в Україні
Експерти Фундації розробили методологію моніторингу засідань Вищої ради правосуддя (далі ВРП), протягом 2017-2020 років закликали ВРП до здійснення відео-трансляції засідань, які ВРП припинила зі змінами до Регламенту.
В 2017 році представники ГО Здійснювали моніторинг та інформування громадськості про перебіг конкурсу до Верховного Суду, що мав перезапустити найвищу судову інстанцію. Це допомогло  запобігти призначенню значної кількості одіозних суддів до Верховного Суду.[джерело?]
Протягом 2018 року експерти Фундації DEJURE перевіряли на доброчесність кандидатів на посаду суддів Конституційного суду України за квотою Президента України та Верховної Ради України, кандидатів до Вищого суду з питань інтелектуальної власності.[джерело?]
Протягом своєї діяльності Фундація DEJURE надавала інституційну, аналітичну та комунікативну підтримку Громадській раді доброчесності (далі ГРД). Крім того, члени Фундації були ініціаторами створення Громадської ради доброчесності та стали її членами (Тарас Шепель та Михайло Жернаков).
Під час президентських та парламентських виборів ГО підготувала порядки денні судової реформи «Порядок денний реформи правосуддя» та «Порядок денний встановлення справедливості» відповідно. Серед кандидатів у президенти порядок підтримав Президент України Володимир Зеленський, крім того Андрій Садовий, Дмитро Гнап, Анатолій Гриценко та Руслан Кошулинський. «Порядок денний встановлення справедливості» на парламентські вибори був підтриманий такими політичними партіями: «Слуга Народу», «Батьківщина» та «Голос». 
16 жовтня 2019 року було ухвалено президентський законопроєкт No 1008, у якому враховано низку зобов’язань політичних сил з «Порядку денного реформи правосуддя».[джерело?]

### Створення Вищого антикорупційного суду
В 2017 році аналітики Фундації DEJURE дослідили 286 досьє кандидатів в антикорупційні судді за інформацією з публічних джерел та відкритих реєстрів. Спільно з колегами з інших ГО та за підтримки популярного порталу «Українська правда» створили інформаційний ресурс «Негідні кандидати до антикорсуду».
Громадська рада міжнародних експертів взяла до уваги висновки ГО та заблокувала 42 недоброчесних кандидатів до Вищого антикорупційного суду.
Фундація DEJURE проаналізувала кандидатів на посаду голови Національного агентства з питань запобігання корупції, у результаті конкурсу головою Національного агентства з питань запобігання корупції призначили кандидата, щодо якого не виявила Фундація DEJURE негативної інформації.[джерело?][значущість факту?]

### Розвиток третейського судочинства
Протягом 2018 року було розроблено комунікаційну стратегію для третейських судів, щоб забезпечити комунікаційну підтримку становлення третейського розгляду як ефективної і популярної альтернативи державним судам у вирішенні спорів в Україні.[джерело?]
В 2019 році експерти Фундації долучилися до розробки законопроєкту про внесення змін до законодавства про третейські суди.

### Правосуддя, дружнє до дітей
Протягом весни 2018 року - весни 2019 року Фундація DEJURE підтримувала роботу Міжвідомчої координаційної ради (МКР) з питань правосуддя для неповнолітніх, що була створена за підтримки Фундації при КМУ.
Члени Фундації долучились до розробки законопроекту «Про юстицію щодо дітей», основні новели якого було презентовано у Міністерстві юстиції у жовтні 2018 року.
У 2019 році Фундація DEJURE сприяла Міністерству юстиції України та Генеральній прокуратурі України запустити пілотний проєкт Програми відновлення для неповнолітніх, які є підозрюваними у вчиненні злочину.
Фундація DEJURE проводила у межах проекту тренінги з базових навичок медіації для адвокатів з Безоплатної правової допомоги. 

## Стратегічне судочинство
Фундація DEJURE веде судові справи, ціллю яких є зміна практики діяльності органів державної влади. Організація виділяє такі напрямки:

#### Підвищення прозорості роботи органів суддівського врядування
1. У рішенні № 800/592/17 зобов’язали Вищу кваліфікаційну комісію суддів надавати інформацію про членів з урахуванням обмежень, встановлених законом.
2. У рішенні № 9901/105/20 зобов’язали Вищу раду правосуддя надавати результати розгляду подань ВККС про звільнення суддів за результатами кваліфікаційного оцінювання.
3. У справі № 9901/116/20 юристи організації вимагають зобов’язати  Вищу раду правосуддя оприлюднити свої рішення в форматі відкритих даних.
4. У справі 320/4692/20 вимагають зобов’язати Державне підприємство “Інформаційні судові системи” надавати  рішення ЄРСР в форматі відкритих даних на запит.
5. У справі № 320/5846/20 юристи організації вимагають зобов’язати Державне підприємство “Інформаційні судові системи” надавати інформацію про стадії судових справ в форматі відкритих даних на запит.

#### Утвердження прав скаржників у дисциплінарних провадженнях щодо суддів
1. У справі № 9901/589/19 зобов’язали Вищу раду правосуддя надавати матеріали справи позивачам до відкриття дисциплінарних провадження.
2. У справі № 9901/510/18 суди двох інстанцій за скаргою юристів Фундації DEJURE визнали, що ПІБ членів ВРП-доповідачів за скаргами не належать до інформації з обмеженим доступом та зобов’язали Вищу раду правосуддя надавати таку інформацію.

## Фундація DEJURE і ЗМІ
Виконавча директорка Фундації DEJURE Ірина Шиба взяла участь в конкурсі «Нові Лідери», де представляла  проєкт із забезпечення доброчесності та професійності суддів через зміну правил формування і повноважень органів суддівського врядування, відповідальних за призначення, просування по службі та звільнення суддів.
В грудні 2019 року Ірина Шиба отримала премію «30 under 30» від видання Kyivpost. 

## Ключові аналітичні продукти організації
Формування нового Верховного Суду: ключові уроки: аналітичний звіт, котрий підготували аналітики Центру політико-правових реформ і Фундації DEJURE, що відстежували та фіксували перебіг конкурсу до Верховного Суду.
Кваліфікаційне оцінювання суддів 2016—2018: проміжні результати - аналітичний огляд кваліфікаційного оцінювання, яке було результатом набрання чинності новою редакцією Закону України «Про судоустрій і статус суддів».
Третейські суди в Україні: стан розвитку, статистика, практика та перспективи: дослідження кількості зареєстрованих та реально діючих третейських судів, рівня доступності інформації про їхню діяльність; аналіз практики третейських судів; опитування громадян та представників бізнесу щодо обізнаності про третейські суди; з'ясування рівня підтримки третейського вирішення спорів і сприяння з боку державних судів; надання рекомендацій для удосконалення законодавства про третейські суди. 
Концепція утворення на базі господарського суду змішаного суду за участі присяжних, делегованих бізнес-спільнотою (присяжних-арбітрів): модель перебудови господарського судочинства відповідно до європейських моделей із застосуванням принципово іншого підходу до формування складу суду для вирішення конкретної справи. 
Основні шляхи реформування правничої (юридичної) освіти в Україні: виокремлення і опис найголовніших інструментів для реформування вищої юридичної освіти відповідно до потреб юридичної практики та зважаючи на інтеграцію України до Європейського Союзу.
Формування Вищого антикорупційного суду: як з 343 кандидатів відібрали 38 суддів: у дослідженні проаналізовано відбір суддів до Вищого антикорупційного суду (ВАС), який тривав з 2 серпня 2018 року до 11 квітня 2019 року.
Судова реформа: необхідний новий старт: коротко описуються та оцінюються основні реформи України у сфері судоустрою, що відбулися після Революції Гідності. Автори надають загальний опис перебігу процесів у рамках цих реформ, а також авторську оцінку їх результатів.
Родина. (Не)доброчесність. Безкарність: звіт покликаний проаналізувати питання притягнення до відповідальності суддів, що не подали декларації чи подають з неправдивими відомостями декларації родинних зв’язків та доброчесності. Здійснювали дослідження через призму вивчення законодавства, а також практики Вищої кваліфікаційної комісії суддів України (ВККС) та Вищої ради правосуддя (ВРП) щодо розгляду цих скарг, сформували рекомендації для відповідних органів.
Відкриті дані судової влади: у звіті проаналізовано виконання органами суддівського врядування зобов’язань щодо публікації даних у формі відкритих даних та надано рекомендації щодо подальшого відкриття даних судової влади.
Правосуддя для неповнолітніх: міжнародний досвід та концепція закону для України: здійснення порівняльного аналізу австрійських, польських та грузинських законодавчих актів щодо правосуддя для дітей, відповідного Модельного закону ООН та пов’язаних офіційних коментарів. А також надання на основі згаданого аналізу рекомендацій щодо структури і форми законодавчого акту щодо правосуддя для дітей, його базових принципів і цінностей.